# Horntown
Horntown – miasto w Stanach Zjednoczonych, w stanie Oklahoma, w hrabstwie Hughes.